# Martin Kimani
Martin Kimani, né en 1971 à Mombasa, est un homme politique et diplomate kényan. Il est Représentant permanent du Kenya aux Nations unies depuis décembre 2020.
Son discours dans le cadre de l'invasion de l'Ukraine par la Russie, établissant un parallèle entre la reconnaissance par la Russie des frontières des républiques populaires de Donetsk et de Lougansk, et les frontières africaines après la décolonisation, devient viral en février 2022.

## Biographie
Martin Kimani est né en 1971 à Mombasa.
Il est titulaire d'un bachelor de l'université du New Hampshire en 1996, d'un master et d'un doctorat en polémologie du Department of War Studies du King's College de Londres, obtenus en 2003 et 2010.
En 2011 et 2012, Kimani est directeur du mécanisme d'alerte précoce et de réaction aux conflits (CEWARN) à l'autorité intergouvernementale pour le développement. De 2012 à 2015, il est représentant permanent du Kenya auprès du PNUE et d'ONU-Habitat à Nairobi.
En septembre 2015, il est nommé directeur des services antiterroristes kényans par le président Uhuru Kenyatta. En décembre 2018, il rejoint son bureau exécutif en tant que secrétaire aux initiatives stratégiques. En octobre 2020, alors que le Kenya doit entamer en 2021 un mandat de deux ans au Conseil de sécurité des Nations unies, Kenyatta le nomme Représentant permanent du Kenya aux Nations unies. Kimani occupe la présidence du Conseil de sécurité pour octobre 2021.